# Ж
Ж, ж («же») — літера кирилиці. У мовах, що її використовують, позначає дзвінкий заясенний фрикативний [ʒ], дзвінкий ясенно-твердопіднебінний фрикативний [ʑ] або дзвінкий ретрофлексний фрикативний [ʐ]. У сучасній українській мові — 9-а літера абетки, позначає дзвінкий заясенний фрикативний. Може бути твердим (жазі, жиб) і пом'якшеним  (жіздь, садижжю).

## Походження
Походить від старослов'янської кириличної літери ж («живіте»), утвореної додаванням центральної вертикальної риски до літери х («хір»). Числового значення не мала.
У глаголиці «живіте» мала накреслення  і числове значення «7».

## Звуки
- [ʒ] (ж) — глухий піднебінно-ясенний (заясенний) фрикативний
- [ʑ] (м'який ж) — дзвінкий ясенно-твердопіднебінний фрикативний
- [ʐ] (твердий ж) — дзвінкий ретрофлексний фрикативний

## Історія
У староукраїнській графіці у зв'язку з наявністю різних писемних шкіл і типів письма (устав, півустав, скоропис) ж вживалося у кількох варіантах, що допомагає визначати час і місце написання пам'яток.
У XVI столітті, крім рукописної, з'явилася друкована форма.
Сучасних вигляд літери сформувався після запровадження гражданського шрифту у 1708 році Петром І.

## Використання
В сучасній українській мові позначає шумний дзвінкий шиплячий передньоязиковий твердий приголосний, який перед глухими приголосними та в кінці слова не оглушується: доріжка, ніж.

Літера — Ж

У старослов'янській і давньоруській писемності числового значення не мало. Нині використовується при класифікаційних позначеннях і означає «дев'ятий» (до введення до абетки літери ґ мала значення «восьмий»): пункт «ж» розділу 2. При цифровій нумерації вживається як додаткова диференційна ознака, коли ряд предметів має такий самий номер: шифр № 15-ж тощо.

## Таблиця кодів
| Кодування    | Регістр  | Десятковий код | 16-ковий код | Вісімковий код | Двійковий код     |
| ------------ | -------- | -------------- | ------------ | -------------- | ----------------- |
| Юнікод       | Прописна | 1046           | 0416         | 002026         | 00000100 00010110 |
| Юнікод       | Мала     | 1078           | 0436         | 002066         | 00000100 00110110 |
| ISO 8859-5   | Прописна | 182            | B6           | 266            | 10110110          |
| ISO 8859-5   | Мала     | 214            | D6           | 326            | 11010110          |
| KOI 8        | Прописна | 246            | F6           | 366            | 11110110          |
| KOI 8        | Мала     | 214            | D6           | 326            | 11010110          |
| Windows 1251 | Прописна | 198            | C6           | 306            | 11000110          |
| Windows 1251 | Мала     | 230            | E6           | 346            | 11100110          |